# 新科羅霍德
50°35′30″N 29°47′37″E / 50.59167°N 29.79361°E
新科羅霍德（烏克蘭語：Новий Корогод）是位於烏克蘭北部的村莊，由基辅州布恰区的博罗江卡市镇負責管轄。該村始建於1986年，面積10平方公里，海拔高度157米，2001年人口572，人口密度每平方公里57.2人。